# NorthEast United Football Club 2024-2025
Questa voce raccoglie le informazioni riguardanti il NorthEast United nelle competizioni ufficiali della stagione 2024-2025.

## Maglie e sponsor
| Casa | Trasferta | Terza |

## Organico

### Rosa
| N. |                    | Ruolo | Calciatore             |
| -- | ------------------ | ----- | ---------------------- |
| 1  | India (bandiera)   | P     | Gurmeet Singh          |
| 2  | India (bandiera)   | D     | Dinesh Singh           |
| 3  | India (bandiera)   | D     | Tondonba Singh         |
| 4  | Spagna (bandiera)  | D     | Míchel Zabaco          |
| 5  | Marocco (bandiera) | D     | Hamza Regragui         |
| 6  | Marocco (bandiera) | C     | Mohammed Ali Bemammer  |
| 9  | Spagna (bandiera)  | A     | Guillermo Fernández    |
| 10 | Spagna (bandiera)  | A     | Néstor Albiach         |
| 11 | India (bandiera)   | A     | Parthib Gogoi          |
| 12 | India (bandiera)   | D     | Asheer Akhtar          |
| 13 | India (bandiera)   | C     | Mayakkannan Muthu      |
| 14 | Marocco (bandiera) | A     | Alaeddine Ajaraie      |
| 15 | India (bandiera)   | A     | Macarton Louis Nickson |

| N. |                  | Ruolo | Calciatore         |
| -- | ---------------- | ----- | ------------------ |
| 16 | India (bandiera) | A     | Ankith Padmanabhan |
| 17 | India (bandiera) | C     | Robin Yadav        |
| 18 | India (bandiera) | C     | Jithin MS          |
| 19 | India (bandiera) | A     | Thoi Singh         |
| 20 | India (bandiera) | P     | Dipesh Chauhan     |
| 22 | India (bandiera) | A     | Redeem Tlang       |
| 23 | India (bandiera) | A     | Bekey Oram         |
| 26 | India (bandiera) | C     | Phalguni Singh     |
| 29 | India (bandiera) | C     | Mohammed Arshaf    |
| 32 | India (bandiera) | P     | Mirshad Michu      |
| 50 | India (bandiera) | D     | Sumit Rathi        |
| 77 | India (bandiera) | D     | Buanthanglun Samte |

### Staff tecnico
- Juan Pedro Benali - Allenatore
- Alison Kharsyntiew - Vice allenatore
- Chinmoy Kalita - Responsabile dei kit

## Calciomercato
| Acquisti | Acquisti               | Acquisti         | Acquisti   |
| R.       | Nome                   | da               | Modalità   |
| -------- | ---------------------- | ---------------- | ---------- |
| P        | Gurmeet Singh          |                  |            |
| P        | Dipesh Chauhan         |                  |            |
| P        | Mirshad Michu          |                  |            |
| D        | Míchel Zabaco          |                  |            |
| D        | Buanthanglun Samte     |                  |            |
| D        | Dinesh Singh           |                  |            |
| D        | Tondonba Singh         |                  |            |
| D        | Hamza Regragui         |                  |            |
| D        | Asheer Akhtar          |                  |            |
| C        | Mohammed Ali Bemammer  |                  |            |
| C        | Mayakkannan Muthu      | Sreenidi Deccan  | Definitivo |
| C        | Phalguni Singh         |                  |            |
| C        | Jithin MS              |                  |            |
| C        | Robin Yadav            |                  | Svincolato |
| A        | Néstor Albiach         |                  |            |
| A        | Alfred Lalruotsang     | Rajasthan Utd II | Definitivo |
| A        | Parthib Gogoi          |                  |            |
| A        | Redeem Tlang           |                  |            |
| A        | Bekey Oram             |                  |            |
| A        | Macarton Louis Nickson |                  |            |
| A        | Thoi Singh             |                  |            |
| A        | Guillermo Fernández    |                  | Svincolato |
| A        | Ankith Padmanabhan     | Bengaluru B      | Definitivo |
| A        | Alaeddine Ajaraie      | FAR Rabat        | Definitivo |

| Cessioni | Cessioni              | Cessioni         | Cessioni   |
| R.       | Nome                  | a                | Modalità   |
| -------- | --------------------- | ---------------- | ---------- |
| D        | Gaurav Bora           | Mohammedan       | Definitivo |
| D        | Hira Mondal           |                  | Svincolato |
| C        | Romain Philippoteaux  |                  | Ritiro     |
| A        | Rochharzela           | Mohammedan       | Definitivo |
| A        | Gani Nigam            |                  | Svincolato |
| A        | Manvir Singh          |                  | Svincolato |
| A        | Fredy Chawngthansanga | NorthEast Utd B  | Definitivo |
| A        | Tomi Jurić            |                  | Svincolato |
| A        | Alfred Lalruotsang    | Rajasthan Utd II | Prestito   |

### Mercato invernale
| Acquisti | Acquisti        | Acquisti | Acquisti   |
| R.       | Nome            | da       | Modalità   |
| -------- | --------------- | -------- | ---------- |
| D        | Sumit Rathi     |          | Svincolato |
| C        | Mohammed Arshaf | Calicut  | Definitivo |

| Cessioni | Cessioni | Cessioni | Cessioni |
| R.       | Nome     | a        | Modalità |
| -------- | -------- | -------- | -------- |

## Risultati

### Indian Super League
| Arbitro: | Kumar A. |

|  |           |                         |
|  | Marcatori | 90+4’ Alaeddine Ajaraie |

| Arbitro: | Mohamed J. |

|                                                           |           |                                                |
| Dippendu Biswas 10’ Subashish Bose 61’ Jason Cummings 87’ | Marcatori | 4’ Mohammed Ali Bemammer 24’ Alaeddine Ajaraie |

| Arbitro: | Banerjee P. |

|                       |           |                  |
| Alaeddine Ajaraie 58’ | Marcatori | 67’ Noah Sadaoui |

| Margao 4 ottobre 2024, ore 16:00 UTC+5:30 4ª giornata                                                                               | FC Goa    | 3 – 3 referto                                | NorthEast Utd | Fatorda Stadium |
| \| \| \| \| \| Armando Sadiku 45+2’ (Rig.), 47’ Borja Herrera 90+4’ \| Marcatori \| 6’, 51’ Néstor Albiach 56’ Alaeddine Ajaraie \| |           |                                              |               |                 |
| |           |                                              |               |                 |
| Armando Sadiku 45+2’ (Rig.), 47’ Borja Herrera 90+4’                                                                                | Marcatori | 6’, 51’ Néstor Albiach 56’ Alaeddine Ajaraie |               |                 |

| Arbitro: | Purkayastha A. |

|                                                |           |                                                       |
| Néstor Albiach 5’ Alaeddine Ajaraie 89’ (Rig.) | Marcatori | 25’, 51’ Wilmar Jordán Gil 36’ (Rig.) Lukas Brambilla |

| Arbitro: | Lakshay L. |

|                                                                             |           |  |
| Alaeddine Ajaraie 5’, 90’ Parthib Gogoi 44’, 55’ Macarton Louis Nickson 82’ | Marcatori |  |

| Guwahati 3 novembre 2024, ore 12:30 UTC+5:30 7ª giornata                                                                 | NorthEast Utd | 3 – 2 referto                       | Odisha | Indira Gandhi Athletic Stadium |
| \| \| \| \| \| Alaeddine Ajaraie 12’, 40’ Guillermo Fernández 72’ \| Marcatori \| 60’ Hugo Boumous 83’ Diego Maurício \| |               |                                     |        |                                |
| |               |                                     |        |                                |
| Alaeddine Ajaraie 12’, 40’ Guillermo Fernández 72’                                                                       | Marcatori     | 60’ Hugo Boumous 83’ Diego Maurício |        |                                |

| Arbitro: | Mondal P. |

|                                            |           |                           |
| Alberto Noguera 11’ Ryan Dale Williams 70’ | Marcatori | 8’, 14’ Alaeddine Ajaraie |

| Arbitro: | Kumar Gupta R. |

|                    |           |                                            |
| Ivan Novoselec 88’ | Marcatori | 15’ Guillermo Fernández 18’ Néstor Albiach |

| Arbitro: | Kumar Gupta R. |

|                          |           |  |
| Dīmītrīs Diamantakos 23’ | Marcatori |  |

| Arbitro: | Purkayastha A. |

|  |           |                                    |
|  | Marcatori | 65’ Manvir Singh 71’ Liston Colaco |

| Arbitro: | Amatya M. |

|                          |           | |
| Edmilson Correia 5’, 12’ | Marcatori | 18’, 61’ Guillermo Fernández 54’ (A.g.) Lenny Rodrigues 73’ Alaeddine Ajaraie 78’ (A.g.) Alex Saji |

| Arbitro: | Nathan S. |

|  |           |                                                      |
|  | Marcatori | 1’, 83’ Alaeddine Ajaraie 86’ Macarton Louis Nickson |

| Guwahati 3 gennaio 2025, ore 15:00 UTC+5:30 15ª giornata | NorthEast Utd  | 0 – 0 referto | Mohammedan | Indira Gandhi Athletic Stadium\| Arbitro: \| Purkayastha A. \| |
| Arbitro:                                                 | Purkayastha A. |               |            |                                                                |

| Arbitro: | Nagvenkar T. |

|                       |           |                           |
| Alaeddine Ajaraie 24’ | Marcatori | 82’ Khaiminthang Lhungdim |

| Arbitro: | Kumar Gupta R. |

|               |           |                    |
| Jithin MS 76’ | Marcatori | 65’ Mohammad Yasir |

| Kochi 18 gennaio 2025, ore 15:00 UTC+5:30 18ª giornata | Kerala Blasters | 0 – 0 referto | NorthEast Utd | Jawaharlal Nehru Stadium (10 432 spett.)\| Arbitro: \| Venkatesh R. \| |
| Arbitro:                                               | Venkatesh R.    |               |               |                                                                        |

| Arbitro: | John C. |

|                                                                                           |           |                    |
| Guillermo Fernández 18’ Alaeddine Ajaraie 45’ Asheer Akhtar 79’ Mohammed Ali Bemammer 89’ | Marcatori | 71’ Manoj Mohammad |

| Arbitro: | Nathan S. |

|                                                        |           |                            |
| Thoiba Singh Moirangthem 79’ Isak Vanlalruatfela 90+4’ | Marcatori | 67’, 83’ Alaeddine Ajaraie |

| Arbitro: | Mondal P. |

|  |           |                                             |
|  | Marcatori | 41’ Bipin Singh 90+2’ Lallianzuala Chhangte |

| Arbitro: | Purkayastha A. |

|  |           |                           |
|  | Marcatori | 6’, 81’ Alaeddine Ajaraie |

| Arbitro: | Kumar Gupta R. |

|  |           |                                           |
|  | Marcatori | 3’ Ryan Dale Williams 81’ Alberto Noguera |

| Arbitro: | Kumar A. |

|  |           |                                                       |
|  | Marcatori | 7’ Néstor Albiach 26’ Jithin MS 38’ Alaeddine Ajaraie |

| Arbitro: | Purkayastha A. |

|                                                                                |           |  |
| Néstor Albiach 59’ Alaeddine Ajaraie 66’, 79’ (Rig.) Mohammed Ali Bemammer 86’ | Marcatori |  |

La partita del 7 febbraio 2025 tra NorthEast United e Mumbai City non si è giocata a Guwahati ma a Shillong, nello Jawaharlal Nehru Stadium.

#### Andamento in campionato
| Giornata  | 1 | 2 | 3 | 4 | 5 | 6 | 7 | 8 | 9 | 10 | 11 | 12 | 13 | 14 | 15 | 16 | 17 | 18 | 19 | 20 | 21 | 22 | 23 | 24 | 25 | 26 |
| --------- | - | - | - | - | - | - | - | - | - | -- | -- | -- | -- | -- | -- | -- | -- | -- | -- | -- | -- | -- | -- | -- | -- | -- |
| Luogo     | T | T | C | T | C | C | C | T | T | T  | C  | X  | T  | T  | C  | C  | C  | T  | C  | T  | C  | T  | C  | X  | T  | C  |
| Risultato | V | P | N | N | P | V | V | N | V | P  | P  | X  | V  | V  | N  | N  | N  | N  | V  | N  | P  | V  | P  | X  | V  | V  |
| Posizione | 5 | 7 | 6 | 5 | 9 | 5 | 5 | 3 | 3 | 3  | 6  | 8  | 6  | 4  | 6  | 5  | 5  | 6  | 4  | 4  | 6  | 4  | 5  | 6  | 5  | 3  |

Legenda:

Luogo: C = Casa; T = Trasferta. Risultato: V = Vittoria; N = Pareggio; P = Sconfitta.

#### Qualificazione
| Arbitro: | Sekaran S. |

|  |           |                                      |
|  | Marcatori | 29’ Stephen Eze 90+9’ Javi Hernández |

### Super Cup

#### Ottavi di finale
| Bhubaneswar 24 aprile 2025, ore 13:00 UTC+5:30                                                                                     | NorthEast Utd | 6 – 0 referto | Mohammedan | Kalinga Stadium (1 781 spett.) |
| \| \| \| \| \| Jithin MS 3’ Alaeddine Ajaraie 18’, 57’, 90+2’ (Rig.) Néstor Albiach 42’ Guillermo Fernández 66’ \| Marcatori \| \| |               |               |            |                                |
| |               |               |            |                                |
| Jithin MS 3’ Alaeddine Ajaraie 18’, 57’, 90+2’ (Rig.) Néstor Albiach 42’ Guillermo Fernández 66’                                   | Marcatori     |               |            |                                |

#### Quarti di finale
| Arbitro: | Kundu H. |

|                                                                           |                      |                                                                         |
| Sbagliato · Sbagliato · Segnato · Segnato · Segnato · Segnato · Sbagliato | Tiri di rigore 4 – 5 | Segnato · Sbagliato · Segnato · Segnato · Sbagliato · Segnato · Segnato |

### Durand Cup
| Arbitro: | I Jamal Mohamed |

|  |           |                                        |
|  | Marcatori | 49’ Jithin MS 90+4’ Ankith Padmanabhan |

| Arbitro: | Surojit Das |

|                                                                          |           |  |
| Guillermo Fernández 8’, 48’ Jithin MS 20’ Alaeddine Ajaraie 90+7’ (Rig.) | Marcatori |  |

| Arbitro: | I Jamal Mohamed |

|                                                                                    |           |                        |
| Jithin MS 17’, 20’ Tankadhar Bag 56’ (A.g.) Guillermo Fernández 76’ Thoi Singh 86’ | Marcatori | 64’ Paogoumang Singson |

#### Andamento in campionato
| Giornata  | 1 | 2 | 3 |  |
| --------- | - | - | - |  |
| Luogo     | T | C | C |  |
| Risultato | V | V | V |  |
| Posizione | 2 | 1 | 1 |  |

Legenda:

Luogo: C = Casa; T = Trasferta. Risultato: V = Vittoria; N = Pareggio; P = Sconfitta.

#### Quarti di finale
| Arbitro: | Surojit Das |

|                                            |           |  |
| Néstor Albiach 52’ Guillermo Fernández 73’ | Marcatori |  |

### Semifinali
| Arbitro: | Crystal John |

|                                                          |           |  |
| Thoi Singh 13’ Alaeddine Ajaraie 33’ Parthib Gogoi 90+3’ | Marcatori |  |

### Finale
| Arbitro: | Harish Kundu |

|                                                                   |                      |                                                                           |
| Alaeddine Ajaraie 55’ Guillermo Fernández 58’                     | Marcatori            | 11’ (Rig.) Jason Cummings 45+5’ Sahal Abdul Samad                         |
| Guillermo Fernández Míchel Zabaco Parthib Gogoi Alaeddine Ajaraie | Tiri di rigore 4 – 3 | Jason Cummings Manvir Singh Liston Colaco Dimitri Petratos Subashish Bose |

| NorthEast United | Mohun Bagan Super Giant |

|                   |    |                        |     |     |
|                   |    |                        |     |     |
| GK                | 1  | Gurmeet Singh          |     |     |
| RB                | 2  | Dinesh Singh           | 57’ | 82’ |
| CB                | 3  | Tondonba Singh         |     |     |
| CB                | 4  | Míchel Zabaco (c)      |     |     |
| LB                | 12 | Asheer Akhtar          | 86’ |     |
| RM                | 5  | Hamza Regragui         | 10’ | 46’ |
| CM                | 6  | Mohammed Ali Bemammer  | DP’ | 31’ |
| CM                | 13 | Mayakkannan Muthu      | 36’ |     |
| LM                | 19 | Thoi Singh             |     | 46’ |
| FW                | 14 | Alaeddine Ajaraie      |     |     |
| FW                | 18 | Jithin MS              |     | 72’ |
| A disposizione:   |    |                        |     |     |
| FW                |    | Guillermo Fernández    |     | 46’ |
| FW                |    | Néstor Albiach         |     | 31’ |
| FW                |    | Parthib Gogoi          |     | 72’ |
| FW                |    | Macarton Louis Nickson |     | 46’ |
| RB                |    | Robin Yadav            |     | 82’ |
| FW                |    | Redeem Tlang           |     |     |
| FW                |    | Bekey Oram             |     |     |
| MF                |    | Phalguni Singh         |     |     |
| GK                |    | Mirshad Michu          |     |     |
| MF                |    | Shighil Nambrath       |     |     |
| Allenatore        |    |                        |     |     |
| Juan Pedro Benali |    |                        |     |     |

|                       |    |                      |  |     |
|                       |    |                      |  |     |
| GK                    | 1  | Vishal Kaith         |  |     |
| DF                    | 21 | Alberto              |  | 39’ |
| DF                    | 15 | Subashish Bose (c)   |  |     |
| DF                    | 5  | Tom Aldred           |  |     |
| RM                    | 45 | Lalengmawia          |  |     |
| CM                    | 18 | Sahal Abdul Samad    |  | 46’ |
| DM                    | 17 | Liston Colaco        |  |     |
| CM                    | 11 | Manvir Singh         |  |     |
| LM                    | 6  | Anirudh Thapa        |  |     |
| FW                    | 35 | Jason Cummings       |  |     |
| FW                    | 10 | Greg Stewart         |  | 61’ |
| A disposizione:       |    |                      |  |     |
| FW                    |    | Dimitri Petratos     |  | 46’ |
| MF                    |    | Abhishek Suryavanshi |  | 61’ |
| DF                    |    | Deepak Tangri        |  |     |
| GK                    |    | Arsh Shaikh          |  |     |
| DF                    |    | Dippendu Biswas      |  |     |
| MF                    |    | Glan Martins         |  |     |
| LB                    |    | Amandeep             |  |     |
| DF                    |    | Asish Rai            |  | 39’ |
| DF                    |    | Saurabh Bhanwala     |  |     |
| FW                    |    | Suhail Bhat          |  |     |
| Allenatore:           |    |                      |  |     |
| José Francisco Molina |    |                      |  |     |